# Jump into the Fog
Jump into the Fog was een single van de Britse postpunkband The Wombats. De single bereikte op 6 januari 2011 de 35e plaats in de UK Singles Chart waardoor het de zesde single van de band was die een plaats in de top 40 bereikte.